# Planificación indicativa
La planificación indicativa es una forma de planificación económica aplicada por un Estado en un esfuerzo por resolver los problemas ocasionados por la falta de información perfecta en la economía y así aumentar el rendimiento económico.
Puede ser descrita como: "la planificación que envuelve el gobierno de un país capitalista estableciendo algunos objetivos amplios a variables económicas básicas (por ejemplo: inversión en ‘industrias estratégicas’, desarrollo de infraestructura, exportaciones) y trabajando con, no contra, el sector privado para lograrlas. A diferencia de la planificación central, esos objetivos no son legalmente enforzables, consecuentemente el adjetivo ‘indicativo’. Sin embargo, los gobiernos harán lo posible para lograrlos, movilizando una variedad de premios (por ejemplo: subsidios, otorgamiento de derechos monopólicos) y castigos (por ejemplo: regulaciones, influencia a través de bancos estatales) a su disposición".
Cuando se utiliza la planificación indicativa, el estado recurre a "influencia, subsidios, donaciones y los impuestos a fin de influir, pero no obligar, la economía".
La planificación indicativa se contrasta con la planificación directiva o imperativa, cuando un Estado (u otra unidad económica), establece las cuotas y los requisitos obligatorios de producción.
En la práctica, la planificación indicativa puede ser concebida como la coordinación de la información y acciones económicas independientes del Estado y entidades privadas en un sistema de economía de mercado o economía mixta.

## Orígenes y evolución
Generalmente se considera que la planificación indicativa evolucionó en Francia a partir del dirigismo, especialmente con posterioridad a la Segunda Guerra Mundial, momento en el cual se implementó bajo la dirección de una "Commission General du Plan". El concepto básico detrás del proyecto fue la identificación temprana de excesos de oferta, los "cuellos de botella" y la "escasez" con el objetivo general de reducir la incidencia de desequilibrios de mercado, utilizando la modificación oportuna de la inversión estatal con el objetivo de ser una economía concertada. En las palabras de Pierre Massé, "El plan puede ser visto como un reductor de incertidumbre".
Sin embargo algunos sugieren que la Unión Soviética utilizó planes indicativos para la economía no-estatal hasta 1928, antes de que se integraron en la planificación obligatoria en virtud del decreto del Consejo de Comisarios del Pueblo, primero en el GOELRO y posteriormente por el Gosplan. Durante las reformas económicas de 1965, Alexei Kosygin's trató de introducir algún tipo de planificación indicativa en la URSS .
A partir de esas fechas el sistema de "planificación indicativa" fue puesta en práctica en una variedad de países, pero generalmente vista como parte de la aproximación más general de la economía mixta y quizás percibido como una forma necesaria pero no realmente efectiva y bordeante en lo políticamente inaceptable de intervencionismo estatal. El éxito del proyecto francés era ya sea subsumido en políticas keynesianas o atribuido a un excepcionalismo francés (De Gaulle no solo era notoriemente empecinado sino que el mismo promovía la visión de una Francia excepcional) basado en el proteccionismo que tomaba ventaja de, por un lado, colonias, y, por el otro, la "dinámica comunidad europea" o, incluso más simplemente, como debida y financiada por la magnanimidad estadounidense (ver Plan Marshall)
Sin embargo, a partir de los 1970 se empezó a practicar en Japón, bajo la dirección de una "Economic Planning Agency" una 'nueva política dirigista', que, como en el caso francés, rápidamente comenzó a dar frutos (ver economía de Japón).
Esta nueva aproximación utilizada en el Japón introdujo al antiguo dirigismo un concepto o herramienta teórica que la transforma en el sistema actual de planificación indicativa. Ese concepto es la Política industrial, entendida no como un concepto general de políticas que afectan el área industrial, pero lo que “Es comúnmente conocido como Política industrial selectiva, es decir, una política que deliberadamente favorece ciertas industrias sobre otras, contra las señales de mercado, generalmente, pero no siempre, para aumentar eficiencia y promover crecimiento”.
Esa nueva aproximación comenzó a difundirse y ponerse en práctica en los países del sudeste de Asia, específicamente: Taiwán, Corea del Sur, Singapur,etc, países que eran — en esa fecha — considerados subdesarrollados debido a corrupción generalizada y otros factores "culturales" (tales como, por ejemplo, la falta de incentivos por el trabajo duro o producción de riqueza). Esos países llegaron a convertirse rápidamente en los llamados Tigres asiáticos.
A partir de 1978, con la Reforma Económica China, el estado de ese país ha reducido su participación, buscando conducir más bien que controlar directamente a través de planes directivos. Desde principios del siglo XXI, el gobierno chino ha limitado el papel de la planificación directiva obligatoria a los bienes de importancia nacional, grandes actores financieros y la construcción en gran escala, al tiempo que aumenta el alcance de la planificación indicativa y las fuerzas del mercado en todos los sectores de la economía. La actual economía de mercado socialista de China se basa principalmente en las fuerzas del mercado para los bienes de consumo y la planificación indicativa para la industria pesada en el sector público. Al igual que los países "tigres", las tasas de crecimiento de China han llegado de forma sostenida a niveles muy altos (7% sobre décadas).

## Características de la planificación indicativa
De acuerdo a Ha-Joon Chang esa política industrial se caracteriza por:
1. La coordinación de inversiones complementarias (el llamado Modelo del Big Push).
2. La coordinación de inversiones que compitan a través de la regulación de acceso a los mercados, "cárteles de la inversión" y (en las industrias en declive) reducciones negociadas de capacidad.
3. Las políticas que garanticen economías de escala. Por ejemplo, licencias condicionadas a la escala de producción, el énfasis en industrias nacientes de exportación; asociaciones; fusiones y adquisiciones a través de y con la mediación del Estado.
4. La regulación de las importaciones de tecnología. Por ejemplo, la prevención de pagos por licencias sobre tecnologías excesivamente obsoletas, límites a los royalties y regalías por licencias de tecnología.
5. La regulación de la inversión extranjera directa. Por ejemplo, restricciones al acceso y extensión de propiedad, requerimiento de incorporación de capitales locales, requisitos de transferencia de tecnología, requisitos de exportación de productos de esa inversión.
6. La obligación, para empresas de cierto tamaño, de programas de capacitación de los trabajadores, con el fin de resolver el problema de la falta de oferta de trabajadores calificados.
7. La acción del estado como un capitalista de riesgo y para la incubación de empresas de alta tecnología
8. La promoción de las exportaciones (por ejemplo, las subvenciones a la exportación, garantías de préstamos, ayudar a la comercialización a través de una agencia estatal de comercio).
9. La asignación regulada de divisas del gobierno, con mayor prioridad a las importaciones de bienes de capital (especialmente para las industrias de exportación) y la menor a las importaciones bienes de consumo.

Es necesario notar, en primer lugar, que evaluación de la política industrial no puede ser efectuada únicamente en términos de medidas cuantitativas (especialmente aquellas medidas que implican transferencias financieras). Como puede verse en la lista de arriba, muchas medidas de política industrial ni siquiera implican ese tipo transferencia. Si se observan solamente indicadores cuantificables, se subestimará significativamente el alcance y la profundidad de la política, tanto a nivel sectorial como a nivel de la economía completa.
En segundo lugar, no se puede evaluar el impacto de la política industrial de un país únicamente en función de los resultados (como sea que se hayan medido) de los "sectores dirigidos”. Estudiando a los sectores por separado se ignoran los resultados generales de la política industrial, el efecto de sinergia, especialmente los de medidas que buscan potenciar o se basan en elementos tales como la complementariedad entre sectores, los vínculos y externalidades.